# تاینیونویرتا
تایْنیُونْویرْتا (انگلیسی: Tainionvirta) یک رودخانه در منطقه پی‌ینه تاواستیا فنلاند است. شروع آن از یسیروی، هارتلا است که در سوسمه و به دریاچه پیینه می‌ریزد. طول آن ۶ تا ۷ کیلومتر (۳٫۷ تا ۴٫۳ مایل) است و تا حدود ۵ متر (۱۶ فوت) پایین می‌آید. در طول مسیر پنج تنداب وجود دارد، اما به‌طور معمول آب این رودخانه به آرامی جریان دارد.